# Sheshonq III
Sheshonq III, Usermaatra Setepenra Sheshonq o Sesonquis III, faraó de la dinastia XXII d'Egipte, o Líbia; va regnar de 825 a 818 aC.; després es converteix sol en rei de Tanis, de 818 a 773 aC. Governà durant el Tercer període intermedi d'Egipte.

## Biografia
És el fill gran de Takelot II, i net d'Osorkon II i Karoma II. Es va casar amb Tentamenopet, després amb Dyedbastetanj i Tadibastet I. Hauria tingut sis o set fills, inclosos Pami i potser Sheshonq IV. Després d'un llarg regnat de més de trenta anys, els fills de Sheshonq III el succeeixen i Pamiy regnarà set anys, heretant un poder que li disputarà Petubastis I i d'altres caps de clans del delta; és el principi de la decadència de la dinastia líbia.
El seu regnat es caracteritza per l'increment de l'anarquia. Per tal d'evitar les errades dels seus predecessors, Sheshonq III consent als tebans escollir al Summe sacerdot d'Ammón, càrrec que es concedeix a Horsiese II. Els tebans l'acusen d'usurpar el poder que havia de correspondre al príncep Osorkon, que estava a càrrec de l'Alt Egipte.
Les grans ciutats del delta passen a les mans de grans caps independents i al8è any del seu regnat la unitat d'Egipte fa fallida. Un d'aquests grans caps, de llinatge reial, de nom Petubastis, es declara rei i funda una dinastia rival, instaurada a Leontòpolis, la dinastia XXIII d'Egipte.

## Testimonis de la seva època
Sheshonq III deixarà nombroses edificacions erigides al Baix Egipte; es va fer enterrar a Tanis, on va ordenar construir la monumental porta del temple d'Ammon.
- Porta al temple d'Ammon a Tanis (Arnold 1999:40).
- Afegits al temple d'Ammon a Tell el-Balamun (Arnold 1999:40).
- Mesdet, santuari per a Thot (Arnold 1999:40).
- Blocs amb el nom del rei de diversos llocs: Tell Umm Harb, Mendes, Kom el-Hisn, El Bindara (Arnold 1999:40).
- Estela datada al quinzè any del rei (Museu Petrie, UC14533).

| Predecessor: Takelot II | Faraó Dinastia XXII | Successor: Pami |